# House Arrest
Arresto domiciliario o Arresto en casa (House Arrest) es una película dirigida por la directora Harry Winer y protagonizada por Kevin Pollak, Jamie Lee Curtis y Jennifer Tilly. Esta del género comedia.

## Trama
La familia Beindorf, conformada por Ned, Janet, y los hijos de ambos Grover y Stacy, viven una típica vida familiar supuestamente feliz en los suburbios de Defiance, Ohio. De hecho, Ned y Janet no están felices y se están separando, aunque le dicen a Grover y Stacy que no es un divorcio. Grover y Stacy primero intentan recrear la luna de miel en el sótano, pero esto no logra traer felicidad a su relación.
Grover y Stacy luego abandonan el sótano, diciéndoles a Ned y Janet que deben tener otra sorpresa para ellos arriba. Suben, cierran la puerta y la clavan. Prometen mantenerlo así hasta que Ned y Janet resuelven sus problemas y restablezcan su matrimonio.
Al día siguiente, Grover le cuenta a su mejor amigo, Matt Finley, lo que ha hecho y TJ Krupp, el adinerado matón local, los escucha. Matt va a la casa de los Beindorf para ver el trabajo de Grover y Stacy y queda impresionado. TJ aparece para echar un vistazo e instala una puerta más nueva y segura para mantener a Ned y Janet atrapados. Él y Matt luego se van a buscar a sus padres y los llevan allí para encerrarlos también.
El padre de Matt, Vic  nunca tiene esposa durante más de dos años y el padre de TJ, Donald no trata bien a su esposa, Gwenna. Matt también trae su bulldog Cosmo, y dos hermanos menores, Jimmy  y Teddy (que vienen con sacos de dormir) y TJ trae a su boa constrictor, Spot. Cuando Grover pregunta qué está sucediendo en respuesta a que sus amigos acampen en su casa, TJ responde:
¡Nuestros padres podrían estar allí durante meses!
Ned y Janet casi convencen a Grover para que los dejé salir, pero Donald (que es abogado) los amenaza con emprender acciones legales. Grover descubre que la chica de sus sueños, Brooke Figler, también está teniendo problemas con sus padres: su madre, Cindy, actúa como una adolescente, llegando a intentar a salir con los amigos de Brooke. Grover le invita a encerrar a Cindy con el resto.
Los niños comienzan a ayudar a sus padres a resolver sus problemas.
Intentan encontrar una salida del sótano y mientras se llevan bien y cuáles son cada uno de sus problemas. Los niños también resuelven sus diferencias entre ellos arriba. Con el tiempo se rinden ante la policía y sus padres son libres.
Se revela al final que Ned y Janet se reconciliaron y se llevaron una segunda luna de miel en Hawái. El matrimonio de Vic y Louis duró más de dos años y están esperando otro hijo.
Donald y Gwenna se divorciaron, aunque más tarde ella volvió a la facultad de derecho y abrieron un bufete de abogados juntos. Cindy comenzó a salir con otros hombres en lugar de entrometerse en las citas de Brooke. Además Grover y Brooke se hicieron novios y ella lo besa apasionadamente frente de sus compañeros de clase en la escuela.
Sin embargo, llegó a la conclusión de que si sus padres intentaban a volver a divorciarse, podría pensar en encerrarlos en el ático.

## Personajes
Los personajes de la película se dividen en tres grupos, los padres, los hijos y otros.

### Padres
- Janet y Ned Beindorf (Jamie Lee Curtis y Kevin Pollak): Son los padres de Grover y Stacey. Era un matrimonio feliz, pero un día nombran la idea de separarse, los que los lleva al encierro. Mientras están en el sótano comienzan a dejar de amarse, pero al salir ven lo que sus hijo hicieron por lo que se miran y comienza nuevamente su amor, lo que los lleva a una 2.ª "Luna de Miel" en Hawái.
- Victor "Vic" y Louise Finley (Wallace Shawn y Caroline Aaron): Luego de separarse Vic se casa nuevamente, con Louise, sus hijos no lo toman bien, pero el estar encerrados Matt, Jimmy y Teddy comienzan a decirle mamá. Al salir la pareja descubre que tendrán un nuevo miembro en la familia.
- Cindy Figler (Jennifer Tilly): Es la madre de Brooke, el padre jamás se nombra, es una madre joven, que se viste como Brooke y hasta sale con sus amigos. Al estar encerrada comienza a madurar y al salir se enamora de Brickowski, uno de los policías.
- Donald y Gwena Krupp (Christopher McDonald y Sheila McCarthy): Son la típica pareja, el padre abogado y la madre dueña de casa. Se conocieron en la Universidad y se casaron, pero Donald no tenía como pagar sus estudios, por lo que Gwena se sale y comienza a trabajar de camarera para pagar los estudios de su esposo. Al estar encerrados descubren que no se aman y al salir se divorcian. Gwena continúa con sus estudios y junto a Donald abren la compañía de abogados "Krupp&Krupp".

### Hijos
- Gregory "Grover" Beindorf (Kyle Howard): Es un chico de 14 años, que al enterarse de que sus padres se podrían divorciar, junto a su hermana Stacey crean un plan, encerrarlos en el sótano hasta que decidieran resolver sus conflictos.
- Stacey Beindorf (Amy Sakasitz): Es una niña de 8 años, junto con su hermano Grover diseñan la idea de encerrar a sus padres para que estos no se divorciaran.
- Matt Finley (Mooky Arizona): Es el mejor amigo de Grover, tiene 14 años y es muy inteligente. Su padre se volvió a casar con una mujer llamada Louise, a la cual no quiere, pero al encerrarla descubre que en el fondo la quiere y comienza a llamarla mamá.
- Jimmy Finley (Alex Seitz): Es un niño de 10 años, la mayoría del tiempo juega junto a Teddy y a veces destruyen cosas.
- Teddy Finley (Josh Wolford): Es un niño de 8 años, junto con su hermano Jimmy pasa jugando la mayor parte del día.
- Brooke Figler (Jennifer Love Hewitt): Es una chica de 14 años, la más popular de su escuela. Pero su madre que es joven, se viste como ella y se junta con sus amigos, algo que Brooke odia, por lo que decide encerrarla junto al resto de los padres.
- TJ Krupp (Russell Harper): Es un chico pendenciero, tiene 16 años y quedó repiteindo dos cursos, por lo que va junto con Grover, Matt y Brooke. siempre se mete en problemas, y al oír que Grover encerró a sus padres, el también quiso hacerlo.

### Otros
- Jefe Rocco (Ray Walston): Es el exjefe de la policía, y además vecino de la familia Beindorf, en donde ocurre la historia. Luego de un tiempo comienza a sospechar que algo ocurre en la casa de sus vecinos, por lo que comienza a investigar hasta descubrir lo que pasa y llamar a la policía.
- Oficial Davis (K. Todd Freeman): Es uno de los policías que va a los incistentes llamados del exjefe de policía Rocco.
- Oficial Brickowski (Daniel Roebuck): Al igual que el oficial Davis va a los incistentes llamados de Rocco. También al final de la película se enamora de Cindy Figler y viseversa.

- Datos: Q1460493